# بولشوي بولبينو (برجانسك)
بولشوي بولبينو (بالروسية: Большое Полпино) هي مدينة في مقاطعة بريانسك أوبلاست في روسيا.